# Supercup 2014 (basketbal)
De wedstrijd om de Supercup op 27 september 2014 was de vierde editie van de Supercup in het Nederlandse basketbal. Gastheer was de regerend landskampioen Donar uit Groningen. Tegenstander was Zorg en Zekerheid Leiden uit Leiden. Donar won voor de eerste maal de supercup. Voor de tweede keer werd de wedstrijd gewonnen door de landskampioen.

## Wedstrijd
Donar schoot uit de startblokken en sloeg in het tweede kart een gat van 12 punten, die verder werd uitgebouwd in het derde kwart. In de slotfase wist Leiden de schade nog te beperken, maar de Groningers waren de gehele wedstrijd de bovenliggende partij. Uitblinkers bij Donar waren Ross Bekkering (11 punten en 12 rebounds), Thomas Koenis (17 punten, 8 rebounds) en DeJuan Wright (20 punten). Bij Leiden eindigden alleen Worthy de Jong (13 punten) en Will Felder (20 punten) in de dubbele cijfers.
| 27 september 2014 19.30 Finale Supercup | Donar                                                      | 78–67 | Zorg en Zekerheid Leiden                                 | Martiniplaza, Groningen                                                                                                 |  |
| 27 september 2014 19.30 Finale Supercup | DeJuan Wright (20) Ross Bekkering (11) Sean Cunningham (5) |       | Will Felder (20) Mohamed Kherrazi (11) Rogier Jansen (4) | Kwartstanden: 18–15, 24–15, 23–17, 13–20 Toeschouwers: 1.040 Scheidsrechters: B. van Slooten, J. van Dam en F. Harryvan |  |
| 27 september 2014 19.30 Finale Supercup |                                                            |       |                                                          | |  |
|                                         |                                                            |       |                                                          | |  |

| Donar | Zorg en Zekerheid Leiden |

| Supercup 2014      |
| ------------------ |
| Donar Eerste titel |